# عواء بني
عواء بني (الاسم العلمي: Alouatta guariba) هو نوع من الحيوانات يتبع جنس سعدان العواء من فصيلة السعادين عنكبوتية.